# Domenico Bova
Pour les articles homonymes, voir Bova.
Domenico Francesco Maria Bova (né le 22 novembre 1946 à Roccella Ionica et mort le 9 juillet 2019 à Bologne) est un homme politique italien.

## Biographie
Domenico Bova est diplômé en comptabilité. Au Parti communiste italien dès 1962, Bova s'inscrit aux Démocrates de gauche dès sa fondation.
Domenico Bova est élu député de la ville Siderno de la République italienne aux élections générales italiennes de 1994, sur la liste du Parti socialiste italien en tant que représentant de l'Alliance des progressistes. Il est réélu Député en 1996 et en 2001, en tant que représentant de la coalition de L'Olivier.
Domenico Bova fut vice-président de la Comunità montana Stilaro-Allaro-Limina qui comprenait les communes de Caulonia, Stilo, Canolo, Mammola, Martone, San Giovanni di Gerace, Grotteria, Bivongi et Pazzano.
De 1993 à 1995, il fut maire de Roccella Ionica.